# Sozietät von Suriname

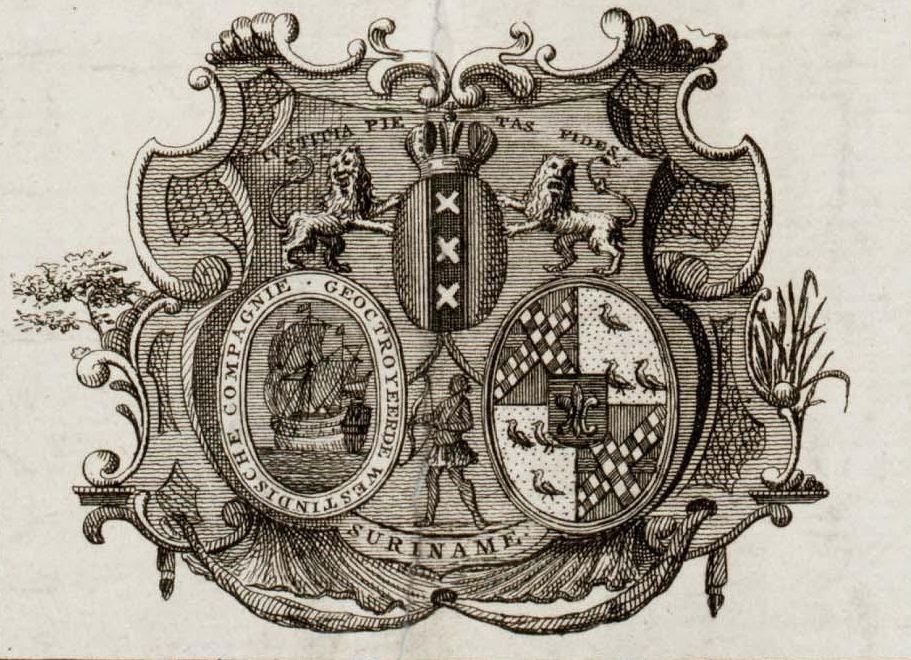
Das Wappen der Sozietät von Suriname mit den Wappen der drei Anteilseigner, Stadt Amsterdam, WIC und van Aerssen van Sommelsdijk.

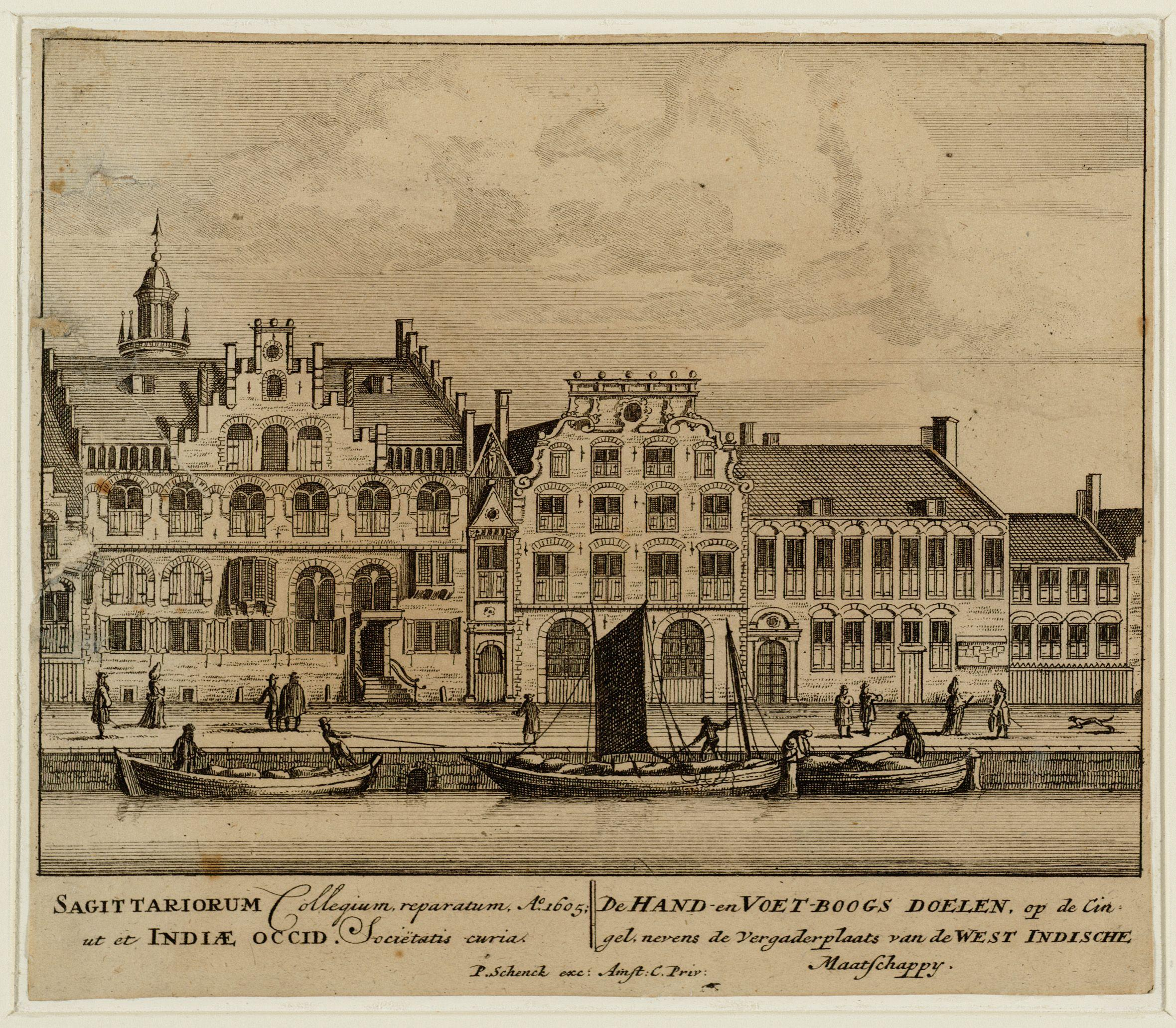
Die Direktoren der Sozietät hatten ihren Sitz im Voetboogdoelen-Gebäude, drittes von links, an der Singel (Amsterdam). Hier befindet sich heute das moderne Hauptgebäude der Universitätsbibliothek.

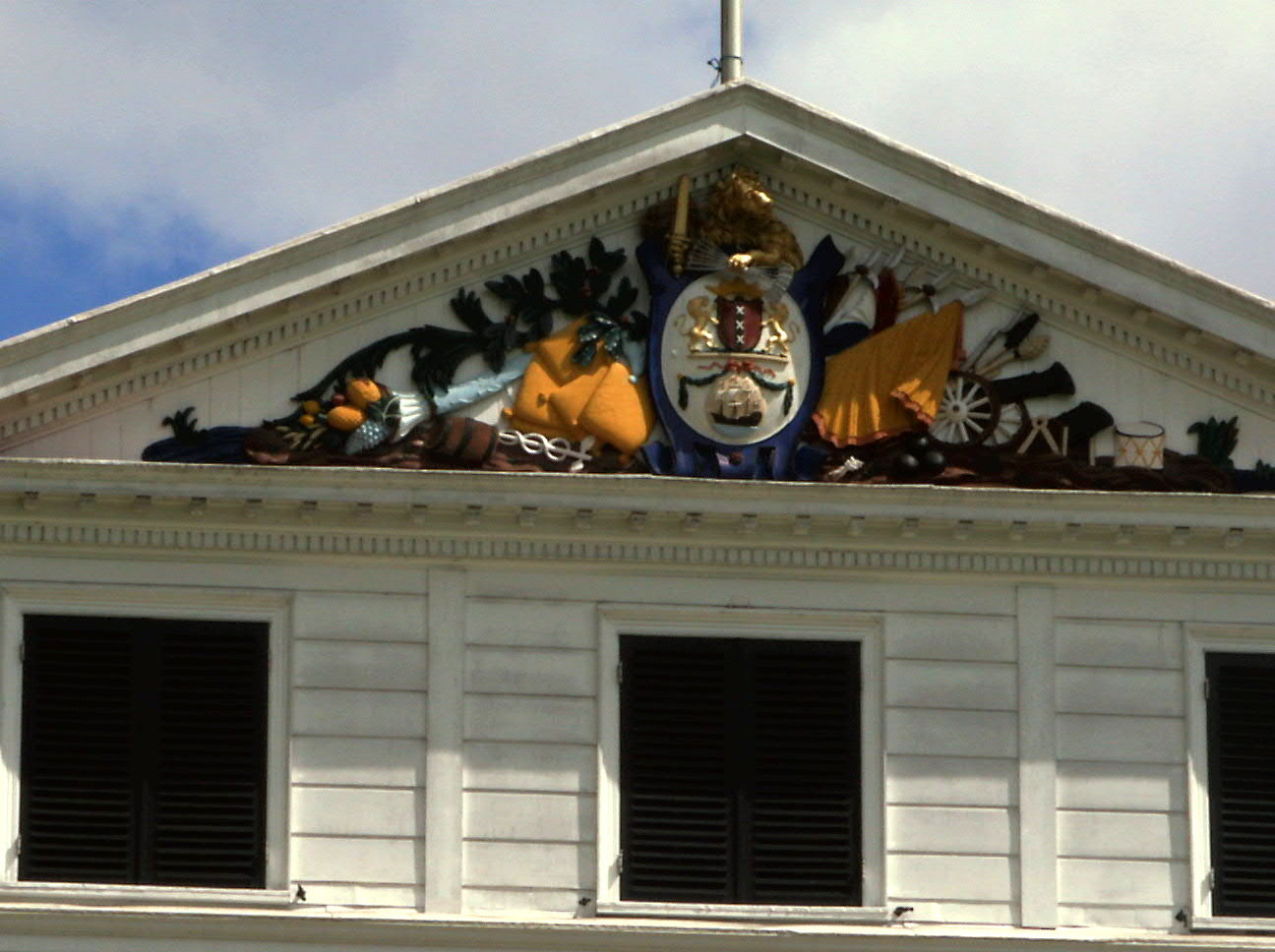
Wappen der Sozietät im Giebel des ehemaligen Gouverneurs-Palais in Paramaribo, das im Auftrag von Gouverneur Friderici angebracht wurde. Das Wappen wurde entfernt, und am 1. Juli 2015 wurde das neue Wappen Surinames enthüllt.

Die Sozietät von Suriname (nl: Geoctroyeerde Sociëteit van Suriname) wurde am 21. Mai 1683 als neue Eigentümerin der Kolonie Suriname gegründet. Diese Gesellschaft bestand aus drei Teilhabern, der Westindien-Kompanie (WIC), der Stadt Amsterdam und Cornelis van Aerssen van Sommelsdijk (auch: Sommelsdijck, Angehöriger der Familie van Aerssen, die zu dieser Zeit noch zu einer der reichsten in den Niederlanden gezählt wurde). Nach der vertraglichen Übereinkunft waren die Sozietätsmitglieder zu je einem Drittel sowohl am Gewinn als auch an den Kosten der Kolonie beteiligt. Grundlage für die Verwaltungsorganisation Surinames blieb das von den Generalstaaten (nl: Staten Generaal) der Republik der Sieben Vereinigten Niederlande ursprünglich für die WIC erlassene Handelspatent vom 23. September 1682. Dieses Oktroi (auch Charta) von Suriname regelte in 32 Artikeln u. a. die Verwaltungsorganisation und das Verhältnis zur Republik. Es sollte mit Änderungen bis zur Aufhebung der Sozietät von Suriname im Jahre 1795 Bestand haben.

## Geschichte
Die Provinz Zeeland als Eroberer von Suriname unter Abraham Crijnssen hatte sich fünfzehn Jahre lang mit den Generalstaaten über den Besitz gestritten und sich seit 1669 hartnäckig geweigert, Suriname unter die Obhut der finanziell stark angeschlagenen „Ersten WIC“ zu stellen. Erst 1682 wurde eine Lösung gefunden, und Zeeland erklärte sich bereit, die Rechte an Suriname für 260.000 Gulden an die inzwischen gegründete „Zweite WIC“ abzugeben. Da die WIC nicht in der Lage war, die geforderten 260.000 Gulden innerhalb der vereinbarten kurzen Frist aufzubringen, wurde nach einer neuen Lösung gesucht. Die WIC fand in der Stadt Amsterdam und in Cornelis van Aerssen van Sommelsdijck zwei Partner, die sich zu je einem Drittel an der Abtretungssumme beteiligten. Somit kam es im Mai 1683 zur Gründung der Geoctroyeerde Sociëteit van Suriname. In der Gründungsakte war u. a. vereinbart, dass ein Anteil nur mit Zustimmung der anderen Partner abgegeben werden durfte. Van Sommelsdijck sollte als Gouverneur nach Suriname gehen, er war jedoch abrufbar. Allerdings sollten seine Erben bei Benennungen zum Gouverneur prinzipiell bevorzugt werden. Obwohl ursprünglich der Sklavenhandel bei der WIC bleiben sollte, änderte eine Übergangsregelung dies: In den folgenden drei Jahren, mit einer möglichen Verlängerung, wurde der Sklavenhandel an die Sozietät übertragen, für jeden verkauften Sklaven musste ein Betrag von 15 Gulden an die WIC bezahlt werden. Hierdurch wurden auch die Stadt Amsterdam und van Sommelsdijck zu Sklavenhändlern.
Da als Versammlungsort für die Sozietät Amsterdam bestimmt worden war, fand am 3. Juni 1683 die erste Sitzung der neu gegründeten Gesellschaft im Westindien-Haus statt. Als Direktoren waren Koenraad van Klenck, Gillis Sautijn und Cornelis Valckenier für die Stadt Amsterdam, Isaac van Heuvel und Paulus Godin für die WIC (Kammer Amsterdam) anwesend. Außerdem nahm van Sommelsdijck mit dem Amsterdamer Kaufmann Philips van Hulten an der Sitzung teil. Van Hulten sollte ebenfalls als Direktor und Bevollmächtigter van Sommelsdijcks auftreten. In der Sitzung wurde u. a. beschlossen, dass 300 Soldaten van Sommelsdijck nach Suriname begleiten sollten.
Durch den starken Einfluss der Stadt Amsterdam sowohl in der Westindischen-Kompagnie als auch in der Sozietät war Suriname praktisch eine Kolonie der Stadt geworden.
Am 3. September 1683 segelte van Sommelsdijck von Texel aus als erster Gouverneur und Teilhaber der Sozietät nach Suriname. Hier übernahm er im November 1683 die Verwaltung von den Staten van Zeeland, zunächst jedoch nicht im Namen der Sozietät, sondern für die WIC. Die Einwohner und Militärs mussten gegenüber Gouverneur van Sommelsdijck den Treueid für die Republik und die WIC ablegen.
Obwohl somit die WIC Patron von Suriname war, lag die Verwaltung beim Gouverneur als einflussreichstem Partner der gerade gegründeten Sozietät. Die formelle Herrschaft der WIC endete am 5. Oktober 1686, als die Generalstaaten die Gewalt über Suriname an die Sozietät übertrug.
Im Mai 1686 fiel nach Ablauf der Dreijahresfrist das Monopol über den Sklavenhandel von der Sozietät wieder an die WIC zurück. Da sie jedoch ihren Verpflichtungen nicht nachkam – zuletzt war vereinbart worden, 2.500 Sklaven pro Jahr nach Suriname zu liefern – beschloss die Sozietät im Jahre 1738 den Sklavenhandel nach Suriname für private Sklavenhändler zu öffnen.
Die Amtszeit van Sommelsdijcks endete am 19. Juli 1688 gewaltsam, als meuternde Soldaten den nicht gerade als diplomatisch und zimperlich geltenden Gouverneur erschossen. Seine in den Niederlanden zurückgebliebene Frau Marguérite, geborene du Puy de Saint-André-Montbrun versuchte bereits kurz nach dem Tod ihres Mannes vergeblich den Anteil an der Sozietät zu verkaufen. Erst 1770 konnte François Cornelis van Aerssen van Sommelsdijk seinen Anteil an die Stadt Amsterdam für die Summe von 700.000 Gulden abtreten. Seitdem hatte die Sozietät von Suriname nur noch zwei Teilhaber, Amsterdam und die WIC.
Nachdem die Westindien-Kompanie in immer größere finanzielle Probleme geraten war, entschieden die Generalstaaten am 27. Mai 1791 die Aufhebung der Kompanie. Die Besitztümer und die Schulden wurden von den Generalstaaten übernommen.
Die Direktion der Sozietät und die Verwaltung über die alten Kolonien wurden an den „Rat über die Kolonien in Amerika und über die Besitztümer in Afrika“ in Den Haag übertragen. De facto bestanden nur noch zwei permanente Protektorate, die der Sozietät von Suriname und die der Sozietät oder Direktion von Berbice, die ebenfalls nicht von der Zahlungsunfähigkeit der WIC betroffen war.
Der Sozietät von Suriname blieb noch eine kurze Frist bis 1795. Nach gut einem Jahrhundert konfliktreicher Zeit, vor allem zwischen der Pflanzer-Elite, den wechselnden Gouverneuren und der Sozietät, ging mit der Auflösung die direkte Macht über Suriname an den niederländischen Staat über.

## Bevölkerung und Plantagen
Da nach dem Oktroi von 1682 ein jährliches Kopfgeld von 50 Pfund Zucker von den Kolonisten an die Sozietät zu entrichten war, wurde für das Jahr 1684 ein Bevölkerungsstand von 489 Christen mit 2.254 afrikanischen Sklaven und 83 Einheimischen sowie 163 Juden (siehe auch: Jodensavanne) mit 972 afrikanischen Sklaven und 23 Einheimischen ermittelt. Es wurde also für insgesamt 3.984 Personen
ein Kopfgeld erhoben.
Am Ende der Amtszeit van Sommelsdijcks im Jahre 1688 waren 75 bis 100 Zuckerrohrplantagen in Betrieb.
Der Höhepunkt der Plantagenwirtschaft war zwischen 1760 und 1770. Im Jahre 1765 wurden nach Amsterdam und Rotterdam:
- 10.000 Tonnen Zucker
- 70.000 Tonnen Kaffee, seit 1720 kultiviert,
- 100 Tonnen Kakao, seit 1733 angebaut,
- 50 Tonnen Baumwolle, seit 1735 angepflanzt,

mit einem Gesamtwert von 15 Millionen Gulden ausgeführt.
Im Jahre 1791, vier Jahre vor Auflösung der Sozietät, registrierte der Surinaamse Almanak noch 563 Plantagen.
Die Bevölkerung bestand 1790 aus rund 5.000 freien Personen, hiervon 1.760 sogenannte Farbige (frei gekaufte und für frei erklärte ehemalige Sklaven). 1795 wurde die Sklavenbevölkerung mit 48.155 Personen ermittelt. Der überwiegende Teil der Sklaven war auf Kaffeeplantagen tätig.

## Befestigungsanlagen

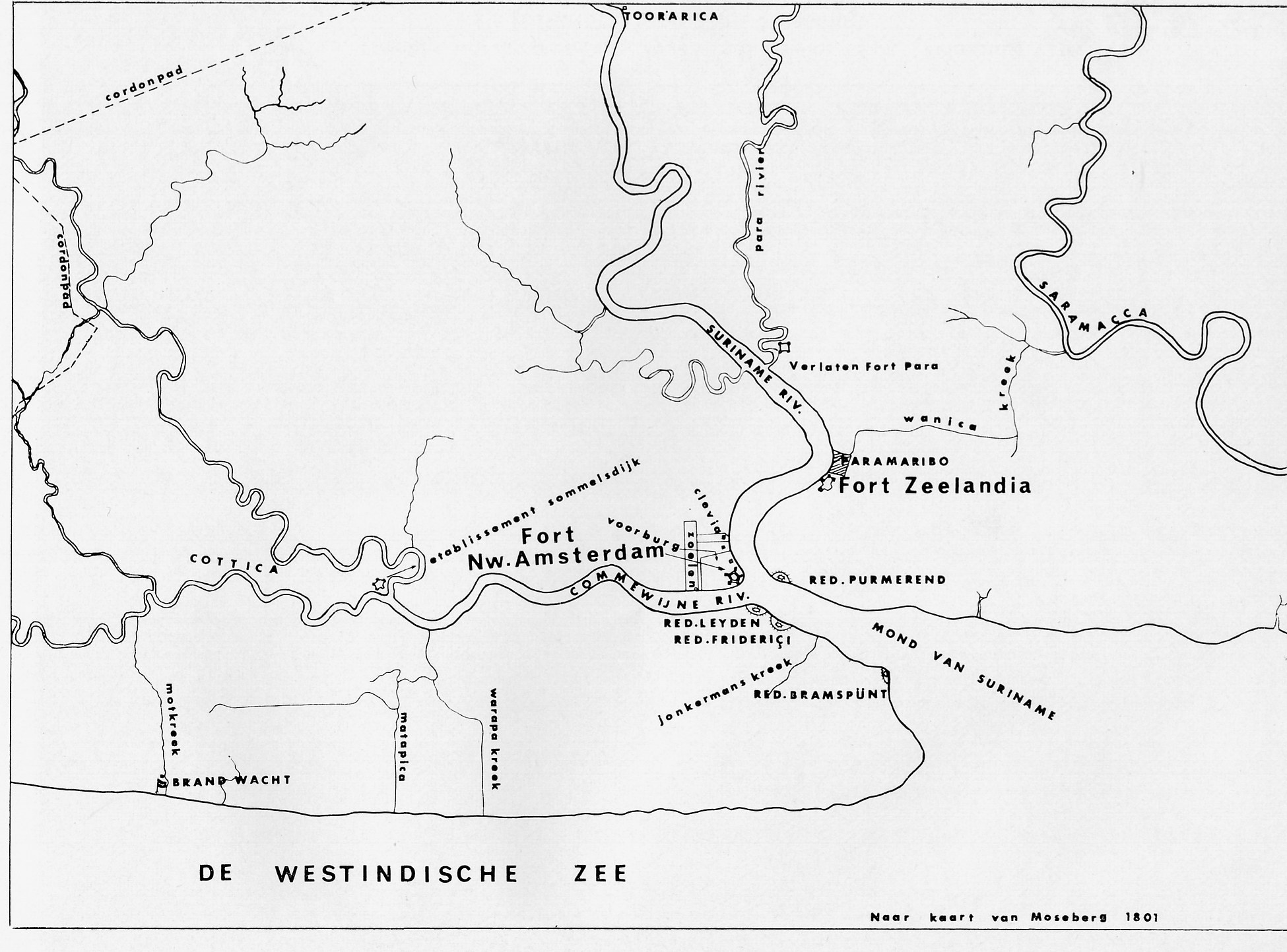
Die Lage von Verteidigungsanlagen in Suriname, Karte aus 1801.

In der Periode von 1683 bis 1795 verfügte Suriname über die folgenden, wichtigsten Verteidigungsanlagen gegen Eroberungsversuche von außen:
- Fort Zeelandia (von den Engländern, damals Fort Willoughby erobert),
- Fort Sommelsdijck (1685 fertiggestellt, bis 1688 Festung Cottica genannt, am Zusammenfluss des Commewijne und des Cottica),
- Brandwacht (1685, als Rückendeckung für Fort Sommelsdijck und als Beobachtungsposten gegen feindliche Landungstruppen am Motkreek, Atlantik angelegt),
- Fort Nieuw-Amsterdam (1747 fertiggestellt, am Zusammenfluss des Suriname und des Commewijne),
- Redoute Purmerend (ca. 1747, gegenüber Fort Nieuw-Amsterdam, als Stützfort gebaut),
- Redoute Leiden (ca. 1755 angelegt, am Commewijne gegenüber Fort Nieuw-Amsterdam)